# Palazzo Boldù a San Felice

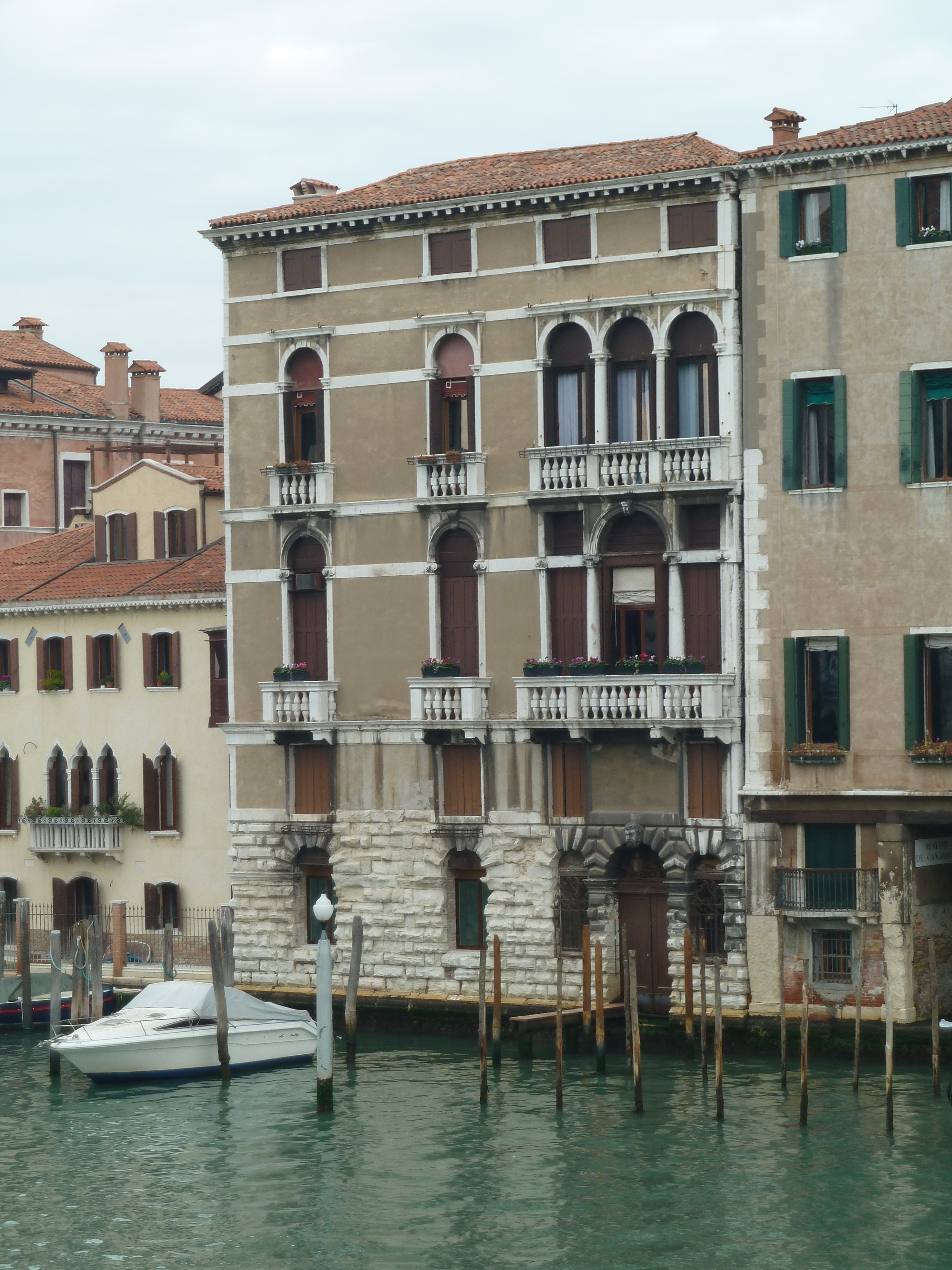
Palazzo Boldù a San Felice

Palazzo Boldù a San Felice (auch Palazzo Boldù Ghisi) ist ein Palast in Venedig in der italienischen Region Venetien. Er liegt im Sestiere Cannaregio mit Blick auf den Canal Grande zwischen dem Palazzetto da Lezze und dem Palazzo Contarini Pisani.

## Geschichte
Der Palast wurde im 16. Jahrhundert für die Familie Boldù erbaut, die zu den „Case Nuove“ der Republik Venedig zählte. Ende des 17. Jahrhunderts fiel er an die Familie Ghisi, die ihn umbauen ließen. Anschließend kauften ihn die Contarinis, Eigentümer des benachbarten Palazzo Contarini Pisani; sie wollten die beiden Gebäude vereinigen, aber das Projekt wurde nicht realisiert. Dies verleiht seiner heutigen Ansicht einen definitiven Eindruck der Unvollständigkeit, ähnlich dem des Palazzo Flangini. 1793 wurde im Palast der spätere Podestà von Venedig Giuseppe Boldù geboren.

## Beschreibung
Die Fassade zeigt sich entschieden asymmetrisch; die Hauptfensteröffnungen der verschiedenen Geschosse sind in Richtung des benachbarten Palazzo Contarini Pisani verschoben. Das Erdgeschoss hat ein Portal zum Wasser und ist mit Bossenwerk versehen, wogegen die oberen Stockwerke gestrichen und mit stilistischen Motiven in istrischem Kalkstein verziert sind. Im ersten Hauptgeschoss liegt ein venezianisches Fenster, wogegen das zweite ein Dreifachfenster gleicher Breite hat. Durch die ausgeprägte Asymmetrie befinden sich die Paare von Einzelfenstern ausschließlich auf der linken Seite der Fassade. Das Zwischengeschoss zwischen dem Erdgeschoss und dem ersten Obergeschoss und das unter dem Dach sind gleichermaßen mit je vier rechteckigen Fenstern versehen. Im Inneren sind die Fresken von Jacopo Guarana in optimalem Erhaltungszustand bemerkenswert.